# Albistriacris
Albistriacris is een geslacht van rechtvleugeligen uit de familie veldsprinkhanen (Acrididae). De wetenschappelijke naam van dit geslacht is voor het eerst geldig gepubliceerd in 2002 door Zheng & Lu.

## Soorten
Het geslacht Albistriacris  is monotypisch en omvat slechts de volgende soort:
- Albistriacris tuoliensis (Zheng & Lu, 2002)